# Hister latistrius
Hister latistrius är en skalbaggsart som beskrevs av Lewis 1891. Hister latistrius ingår i släktet Hister och familjen stumpbaggar. Inga underarter finns listade i Catalogue of Life.